# Ommatauxesis macrops
Ommatauxesis macrops är en spindelart som beskrevs av Simon 1903. Ommatauxesis macrops ingår i släktet Ommatauxesis och familjen Desidae.
Artens utbredningsområde är Tasmanien. Inga underarter finns listade i Catalogue of Life.